# William Grant Craib
William Grant Craib, FRSE, FLS (Banff, 10 marzo 1882 – Kew, 1º settembre 1933), è stato un botanico britannico.

## Biografia
Craib nacque a Banff, nell'Aberdeenshire, nel nord della Scozia, il 10 marzo 1882 e studiò alla Banff e alla Fordyce Academie. Conseguì un Master of Arts all'Università di Aberdeen, e cominciò a lavorare per i Royal Botanical Gardens di Calcutta.
A Calcutta divenne curatore dell'Erbario e creò una grande collezione di piante provenienti dal Distretto di Dima Hasao, alle quali diede i nomi scientifici. Nel 1899 gli fu offerto un lavoro ai Kew Gardens di Londra, dove diede un importante contributo alla conoscenza della botanica indiana e del sud-ovest asiatico.
Nel 1915 divenne professore di botanica forestale all'Università di Edimburgo. Nel 1920 fu nominato Regius Professor of Botany presso l'Università di Aberdeen.

## Opere (selezione)
- 1931. Polypetalae. Vol. 1 de Florae Siamensis Enumeratio. Editor Siam Soc. 809 pp.
- 1925. Florae siamensis enumeratio
- 1917. New Species of Primula Belonging to the Petiolaris-Sonchifolia Section. Editor H.M. Stationery Office, 7 pp.
- 1913. Contributions to the flora of Siam: Monocotyledones. Aberdeen University studies 61. Editor Printed for the Univ. of Aberdeen, 41 pp.
- 1912. The flora of Banffshire.

| Craib è l'abbreviazione standard utilizzata per le piante descritte da William Grant Craib. Consulta l'elenco delle piante assegnate a questo autore dall'IPNI. |